# Dänische Nationalbank
Die Dänische Nationalbank (dänisch: Danmarks Nationalbank oder kurz Nationalbanken) ist die Zentralbank von Dänemark. Sie ist Mitglied im Europäischen System der Zentralbanken. Da Dänemark nicht Mitglied der Eurozone ist, obliegt der Bank die Hoheit über die Ausgabe der Landeswährung, der Dänischen Krone. Sie ist verantwortlich für die Geld- und Währungspolitik. Die dänische Währung ist seit 1999 über den Wechselkursmechanismus II an den Euro als Leitwährung gebunden.
Am 1. August 1818 gründete König Friedrich VI die Dänische Nationalbank als privates Bankinstitut. Ihre Unabhängigkeit wurde 1936 gesetzlich verankert.

## Geschichte

### Gründung
1736 wurde die erste Bank Dänemarks zur Unterstützung des Wirtschaftssektors gegründet. Es war „Den Københavnske Assignations-, Veksel- og Lånebank“, genannt Kurantbank. Die Ausgabe der auf dänische Reichstaler („Rigsdaler courant“) lautenden Kurant-Banknoten erfolgte zunächst gegen Silbermünzen, d. h. gegen tatsächliches Kurantgeld. Die Kurantbank gab jedoch mehr Noten aus, als sie selbst durch Silbermünzen decken konnte. Hauptgrund dafür war die Gewährung von ungesicherten Krediten an den dänischen Staat. Weil die Einlöseverpflichtung der Banknoten gegen Silber nicht eingehalten werden konnte, wurde 1757 die Pflicht zur Einlösung der Banknoten in Silbermünzen abgeschafft. Gleichzeitig wurden die sogenannten Kurant-Noten als gesetzliches Zahlungsmittel verpflichtend, obwohl es sich um reines Papiergeld handelte. Der Vertrauensverlust in die Kurantbank und die von ihr ausgegebenen Banknoten legte 1791 den Grundstein für die Gründung von Den dansk-norske Speciesbank. Ihr wurde das Monopol der Notenausgabe für den Doppelstaat Dänemark-Norwegen übertragen. Ein paar Jahre später kam es in Dänemark aufgrund der napoleonischen Kriege (1807–1814) zu hoher Inflation. Erneut hatte der dänische Staat seine Ausgaben über die Emission ungedecker Banknoten der Kurantbank zu decken versucht. Der anschließende Staatsbankrott führte 1813 zur Währungsunion, die zwangsweise auch die bisher in Währungsfragen weitgehend unabhängigen Herzogtümer Schleswig und Holstein umfasste. Eine neue Notenbank – die Rigsbank – wurde gegründet. Das Umtauschverhältnis von Banknoten der alten Währung (Kurantrigsdaler) gegen solche der neuen Währung (Rigsbankdaler) betrug 6:1.
Am 1. August 1818 gründete König Friedrich VI. die Nationalbank in Kopenhagen (Nationalbanken i Kjøbenhavn) als privates Bankinstitut. Der König erteilte ihr das Monopol auf die Ausgabe der Krone für zunächst 90 Jahre. Ihr oberstes Ziel war es, das Geldsystem wiederherzustellen. Dieses Ziel wurde bereits 1830 erreicht. Zwischen 1840 und 1870 stieg die Bedeutung von Sparkassen und Privatbanken. Die Entwicklung der Kreditwirtschaft vollzog sich vor allem im Bereich der Landwirtschaft überaus positiv. Die Nationalbank konnte sich nun verstärkt auf die Rolle als Zentralbank konzentrieren. Mit Beitritt Dänemarks zur Skandinavischen Münzunion 1873 wurde der 1845 eingeführte Silberstandard durch den Goldstandard abgelöst und eine gemeinsame Währung (Krona in Schweden und Norwegen, Krone in Dänemark) beschlossen.

### Skandinavische Münzunion 1873–1921
Dänemark und Schweden unterzeichneten am 27. Mai 1873 den Vertrag zur Skandinavischen Münzunion (SMU). Norwegen trat der SMU erst 1877 bei. Mit der Währungsunion wurde das Dezimalsystem und die gemeinsame Währung eingeführt. Der Vertrag zur SMU enthielt eine Ausstiegsklausel mit einer Aufkündigungsfrist von einem Jahr. Jedes Land behielt seine eigene Zentralbank (Riksbank in Schweden, Nationalbanken in Dänemark, Norges Bank in Norwegen). Zur Überwachung einigten sich die Länder auf eine jährliche Informationspflicht gegenüber den Mitgliedsstaaten über alle geldpolitischen Aktivitäten.
Neben den Goldmünzen prägte vorerst jedes Land eigene Scheidemünzen in Silber und Bronze. Die unterschiedlichen Bezeichnungen und das Gewicht waren im SMU-Vertrag geregelt. Nur die Goldmünzen und die verschiedenen Scheidemünzen wurden innerhalb der SMU als Zahlungsmittel akzeptiert, ausgenommen waren die Banknoten. Schweden akzeptierte die Banknoten der Mitgliedsländer zum gleichen Nennwert bereits seit Eintritt in die SMU 1873. Jedoch wurde dies formal erst 1894 zwischen Schweden und Norwegen vertraglich festgehalten. 1901 unterzeichnete auch Dänemark mit Schweden solch ein Abkommen. 1905 zerbrach die politische Union Schweden-Norwegen. Damit verfielen auch die Vereinbarungen, Zahlungsmittel zum gleichen Nennwert zu akzeptieren.

### Erster und Zweiter Weltkrieg (1914–1945)
Mit Ausbruch des Ersten Weltkrieges 1914 begann der Zerfall der Skandinavischen Währungsunion. Da die Goldreserven abnahmen, setzen die drei Zentralbanken die Tauschbarkeit von Gold aus. Zudem wurde ein Ausfuhrverbot für Gold verhängt. Dieses Verbot setzte nicht nur die Stabilität der Wechselkurse zwischen Ländern mit Goldstandard außer Kraft, sondern auch deren Funktion der Geldpolitik. 1921 wurde der Goldstandard aufgehoben und die drei Länder verließen endgültig die SMU. In Dänemark wurde der Goldstandard bereits 1924 wieder eingeführt. Inflation und Krisen machten es schwierig, Gold und Währung auf gleichen Nennwert (Goldparität) zu bringen. Daher wurde ein Währungsgesetz (Valutaloven fra 1924) mit dem Ziel verabschiedet, die Goldparität wiederherzustellen. Diese wurde 1926 erreicht, aber durch eine Deflation und eine hohe Arbeitslosenquote von über 20 Prozent erkauft. Der Goldstandard währte nicht lange. Die Weltwirtschaftskrise 1929 führte zur erneuten Aussetzung des Goldstandards und zu seiner endgültigen Aufgabe 1931.
Kurz vor Dänemarks Besetzung durch deutsche Truppen 1940 brachte die Nationalbank ihre Goldreserven nach New York. Dort verblieben sie während des gesamten Krieges. Heute lagert ein Großteil des Goldes bei der Bank of England in London. Während der Besatzungszeit (1940 bis 1945) war Dänemark zur Finanzierung der Besatzungskosten verpflichtet. Dadurch stieg die Geldmenge stark an und führte 1942 zu einer Aufwertung der Krone um 8 %. 1944 trat Dänemark dem Internationalen Währungsfonds (IWF) bei und beteiligte sich am festen Wechselkurssystem von Bretton Woods. Nach dem Krieg war es vorrangiges Ziel, die Inflation einzudämmen und die Geldmenge zu reduzieren. Am 23. Juli 1945 wurden alte gegen neue Banknoten ausgetauscht. Dieser Tag wurde auch als „Vermögenskontrolltag“ (formuekontroldag) bezeichnet.

### Nachkriegszeit bis 2002
1967 stellte die Nationalbank ihre Funktion der privatwirtschaftlichen Kreditvergabe ein. Während dieser Zeit verschärften sich die Probleme mit dem Bretton-Woods-System. Die USA entschieden sich 1971 für die Abkopplung des Dollars vom Gold, was zum Ende des Bretton-Woods-Systems 1973 führte. Die dänische Krone unterlag seitdem keinem festen Wechselkurs mehr. Mit dem Europäischen Währungssystem (EWS) 1979 wurde in Dänemark der Wechselkursmechanismus I eingeführt. Die Einführung des Euro am 1. Januar 1999 führte zum Wechselkursmechanismus II für die EU-Länder, die (noch) nicht Mitglied der Währungsunion sind. Am 28. September 2000 lehnten die dänischen Wähler in einem Referendum mit 53,1 % der Stimmen die Einführung des Euros ab. Die Krone bleibt über den WKM II an den Euro gekoppelt.

## Organisation
Die Organisationsstruktur der Bank ist durch das Nationalbankgesetz geregelt. Die Leitungsorgane der dänischen Nationalbank bilden die Direktion mit drei Mitgliedern, der Vorstand (bestyrelse) mit sieben Mitgliedern und der Verwaltungsrat (repræsentantskab) mit 25 Mitgliedern.

### Direktion
Die Direktion besteht aus drei Mitgliedern. Sie sind für die Geldpolitik der dänischen Nationalbank verantwortlich.
| Name             | Amtsantritt | Funktion  |
| ---------------- | ----------- | --------- |
| Lars Rohde       | 2013        | Präsident |
| Per Callesen     | 2011        | Direktor  |
| Hugo Frey Jensen | 2011        | Direktor  |

| Name               | Amtszeit  | Name                 | Amtszeit  |
| ------------------ | --------- | -------------------- | --------- |
| J. Winther         | 1907–1924 | Ove Jepsen           | 1935–1955 |
| J.H. Lauridsen     | 1909–1920 | H. Haugen-Johansen   | 1939–1957 |
| Marcus Rubin       | 1913–1923 | Holger Koed          | 1949–1950 |
| Westy Stephensen   | 1913–1939 | Svend Nielsen        | 1950–1964 |
| C. Ussing          | 1914–1924 | S. Hartogsohn        | 1956–1963 |
| J.P. Dalsgaard     | 1920–1923 | Frede Sunesen        | 1957–1979 |
| H. Green           | 1923–1931 | Svend Andersen       | 1963–1982 |
| H.C.O. Rosenkrantz | 1923–1935 | Erik Hoffmeyer       | 1965–1994 |
| J.Kr. Lindberg     | 1924–1932 | Ole Thomasen         | 1980–1996 |
| F. Schrøder        | 1925–1936 | Richard Mikkelsen    | 1982–1990 |
| C. V. Bramsnæs     | 1933–1949 | Bodil Nyboe Andersen | 1990–2005 |
|                    |           | Nils Bernstein       | 2005–2013 |
|                    |           | Lars Rohde           | seit 2013 |

### Vorstand
Der Vorstand besteht aus sieben Mitgliedern. Zwei Mitglieder werden vom Wirtschaftsminister aus dem Verwaltungsrat berufen. Bei der Auswahl der übrigen fünf Mitglieder wird eines aus den Regierungsfraktionen, ein anderes aus der Opposition ernannt. Der Vorstand tagt in der Regel zehn Mal im Jahr und nimmt organisatorische Aufgaben wahr. Zudem obliegt ihm die Prüfung des Jahresabschlusses der dänischen Nationalbank. Vorstandsvorsitzender ist seit dem 6. Dezember 2011 Søren Bjerre-Nielsen, sein Stellvertreter ist Michael Dithmer.

### Verwaltungsrat
Dem Verwaltungsrat gehören 25 Mitglieder an. Acht davon werden vom dänischen Parlament Folketing aus den Reihen seiner Abgeordneten gewählt. Zwei werden vom Wirtschaftsminister ernannt. Die anderen 15 Mitglieder werden auf Grundlage ihres Expertenwissens, z. B. Leitung von Unternehmen, vom Verwaltungsrat selbst gewählt (jeweils drei pro Jahr). Sie sollten aus verschiedenen Landesteilen und Berufsgruppen kommen. Eine Beteiligung von Arbeitnehmervertretern ist ebenfalls vorgesehen, so dass dem Gremium auch jeweils drei Gewerkschaftsfunktionäre angehören. Sitzungen finden einmal im Quartal statt. Auch der Verwaltungsrat erfüllt organisatorische Aufgaben und genehmigt den Jahresabschluss der dänischen Nationalbank. Derzeit ist Søren Bjerre-Nielsen Vorsitzender des Verwaltungsrates, Helle Bechgaard stellvertretende Vorsitzende.

## Ziele und Aufgaben
Die Dänische Nationalbank ist laut Gesetz drei Hauptzielen verpflichtet. Erstes Ziel ist die Erhaltung der Preisstabilität. Dieses wird durch eine feste Wechselkurspolitik verfolgt. Das zweite Ziel besteht in der Gewährleistung eines sicheren Zahlungsverkehrs. Hierzu gehören die Ausgabe der Banknoten und Münzen sowie die Abwicklung des Zahlungsverkehrs mit Bargeld und elektronischen Zahlungen. Das dritte Ziel ist der Erhalt der Geldstabilität. Dies wird erreicht durch Beurteilung der finanziellen Stabilität, Aufsicht der Zahlungssysteme, Erstellen von Statistiken sowie der finanziellen Verwaltung der Kreditaufnahme und Schuldenmanagement der Regierung. Die dänische Nationalbank ist in ihrer Geldpolitik unabhängig von der dänischen Regierung. Sie muss aber die Regierung über die Änderung der Zinssätze informieren. Die Entscheidungen liegen jedoch allein bei der Direktion.

### Geldpolitik
Es gibt eine klare Verteilung der Zuständigkeiten zwischen der dänischen Nationalbank und der dänischen Regierung in Bezug auf die Wirtschaftspolitik. Die dänische Regierung und das Parlament sind verantwortlich für die Finanzpolitik und die Wirtschaftspolitik im Allgemeinen. Die dänische Nationalbank ist von der Regierung unabhängig und verantwortlich für die Geldpolitik, die die Stabilität der Krone gegenüber dem Euro sicherstellen soll. Sie wird im Wesentlichen durch die Änderung von Zinssätzen gesteuert. Das Hauptziel der Änderung von Zinssätzen liegt darin, den festen Wechselkurs zu unterstützen. Meist ändert die dänische Nationalbank ihre Zinssätze in Anlehnung an die Leitzinsänderung der Europäischen Zentralbank (EZB). In unruhigen Lagen kann die dänische Nationalbank intervenieren, um die Krone am Leitkurs zu halten. Dies passiert vorrangig durch Eingriffe auf dem Devisenmarkt (Kauf und Verkauf von Devisen bzw. Staatsanleihen), zuletzt durch die Anpassung von Zinssätzen. Seit dem Euro-Referendum erfolgt die Anpassung der Zinssätze durch die dänische Nationalbank parallel zur EZB.

### Wechselkurspolitik
In den späten 1970er und frühen 1980er Jahren befand sich Dänemarks Wirtschaft in einer schlechten Verfassung. Die Arbeitslosigkeit stieg auf zehn Prozent. Die Inflationsrate betrug jährlich etwa zehn Prozent. Das Haushaltsdefizit entsprach fast zehn Prozent des Bruttoinlandsprodukts. Die Renditen für langfristige Staatsanleihen lagen bei über 20 %. Zudem ergab sich aus der Leistungsbilanz ein chronisches Defizit. Deshalb entschloss sich Dänemark für die Strategie der festen Wechselkurspolitik. Zwar wurde die Krone von 1979 bis 1981 gegenüber der D-Mark um ca. 20 % abgewertet. Kurze Zeit später, im September 1982, kündigte die neue Regierung die Unterlassung von Wechselkursanpassungen an. Seitdem konnten Abwertungen und Inflationserwartungen gesenkt werden. Zudem sank die langfristige Renditedifferenz zu Deutschland von 13 % im Jahr 1982 auf weniger als 1 Prozent 1991. Bis 1990 war die Inflationsrate ähnlich wie in Deutschland und die Leistungsbilanz wies zum ersten Mal seit mehr als 25 Jahren einen Überschuss aus.
Die heutige Politik des festen Wechselkurses der Krone gegenüber dem Euro basiert auf dem Wechselkursmechanismus II (WKM II). Dänemark beteiligt sich an einem Leitkurs von 7,46038 dänische Kronen (DKK) je Euro und einer vereinbarten Bandbreite von ± 2,25 %. Der Wechselkurs könnte somit zwischen 7,29252 und 7,62824 DKK je Euro schwanken. Mit dem Kauf und Verkauf von Devisen und Staatsanleihen kann die dänische Nationalbank den Wert der Krone beeinflussen. Im Rahmen des WKM II kann auch die Europäische Zentralbank (EZB) unterstützend eingreifen, wenn die vereinbarte Bandbreite von ± 2,25 % und der Leitkurs nicht eingehalten werden kann. Das ist bei der dänischen Nationalbank bis 2014 nicht nötig gewesen, die Krone blieb nahe dem Leitkurs. Da die Krone tendenziell stärker als der Euro gehandelt wurde, wird der Euro durch Verkauf/Ausgabe von Kronen gestützt (vergl. Schweizer Franken).
Infolge der Wechselkurskrise des Schweizer Frankens versuchte die Dänische Nationalbank im Januar 2015, den Wechselkurs von Krone zu Euro stabil zu halten, indem sie den Zufluss ausländischen Kapitals zu bremsen versuchte. In zunächst drei Schritten senkte sie den Zins auf Einlagen bei der Nationalbank auf minus 0,5 Prozent. Zwei Reduzierungen erfolgten am 19. und 22. Januar, die dritte um 0,15 Prozentpunkte am 30. Januar. Gleichzeitig wurde die Ausgabe von Staatsobligationen eingestellt. Eine Fortsetzung der Stabilitätspolitik mit weiteren Maßnahmen gilt als wahrscheinlich.

### Herstellung von Banknoten und Münzen
Im Jahr 1739 wurde die Münzprägeanstalt Königlich Dänische Münze vom Staat unabhängig. Als die absolute Monarchie 1849 abgeschafft wurde, wurde die Verwaltung der Königlich Dänischen Münze auf das Finanz- und das Wirtschaftsministerium übertragen. Die dänische Nationalbank übernahm die Münzprägeanstalt 1975. Seitdem besitzt sie das Monopol auf die Herstellung und Ausgabe von dänischen Banknoten und Münzen. Vorbehaltlich der Zustimmung durch den Wirtschaftsminister bestimmt die dänische Nationalbank das Aussehen der Banknoten, Münzen und ihre Bezeichnungen. Münzen werden in der Prägeanstalt in Brøndby (bei Kopenhagen) produziert. Die Banknoten werden im Gebäude der dänischen Nationalbank im Zentrum von Kopenhagen gedruckt. Die Produktion wird je nach Bedarf angepasst, wobei sie die Unterschiede in der Lebensdauer kleiner und großer Scheine berücksichtigt. Die Lebensdauer einer 50-Kronen-Banknote umfasst in der Regel anderthalb Jahre, während die 1000-Kronen-Banknote durchschnittlich fünf Jahre im Umlauf ist. Je nach Bedarf werden die Banken in Dänemark, auf den Färöern und Grönland mit Banknoten und Münzen versorgt.

### Zahlungssysteme
Das dänische Finanzsystem beinhaltet Banken, Hypotheken- und Kreditinstitute sowie Versicherungen und Pensionskassen. Die dänische Nationalbank spielt in Bezug auf die Abwicklung von Zahlungen zwischen den Banken eine wesentliche Rolle. Sie ist die „Bank der Banken“. Transferzahlungen zwischen den Banken erfolgen über die Konten der dänischen Nationalbank. Für die Abwicklungen von Zahlungen besitzt Dänemark verschiedene Zahlungssysteme. In sogenannten Netting-Systemen sind die Zahlungen ersichtlich, die die einzelnen Banken einander schulden. Es gibt drei Netting-Systeme. Mit Sumclearing werden Kreditkartenzahlungen (Dankort), Schecks und Lastschriftverfahren (BetalingsService) abgewickelt. Das VP-System steht im Zusammenhang mit Zahlungen bei Wertpapiergeschäften, meist Aktien und Anleihen. FUTOP handhabt die Zahlungen im Zusammenhang mit dem Handel von Futures und Optionen. Die beiden größten Netting-Systeme (Sumclearing und VP) wickeln die Handels- bzw. Wertpapierhandels- sowie die Massenzahlungen in Dänemark ab. Sumclearing wickelt die Zahlungen über Kreditkarten, Lastschriftzahlungen und Schecks ab. VP handhabt die Zahlungen durch Wertpapiergeschäfte, typischerweise Aktien und Anleihen. Die Transaktionen werden mit dem bankeigenen System der dänischen Nationalbank KRONOS oder dem TARGET2 vom Eurosystem abgewickelt. KRONOS fungiert als Home-Banking-System der Banken in Dänemark. TARGET2 bezieht sich auf Eurozahlungen zwischen den dänischen Banken und den Banken in den anderen EU-Mitgliedsstaaten.
Wie viele andere Zentralbanken auch ist die dänische Nationalbank zuständig für die Beurteilung, ob die Systeme die Anforderungen erfüllen. Die Aufsicht bezieht sich sowohl auf das bankeigene KRONOS-System als auch auf die beiden größten Netting-Systeme (Sumclearing und VP). Die dänische Nationalbank beaufsichtigt die wichtigen elektronischen Zahlungs- und Wertpapierabrechnungssysteme mit dem Überwachungssystem Oversight. Dabei konzentriert sich die Überwachung auf Sicherheit und Effizienz der Systeme. Insbesondere geht es um die Begrenzung der negativen Auswirkungen von Fehlern. Der Betrieb und die Überwachung dieser Systeme erfolgen getrennt. Die Beurteilung erfolgt in Bezug auf internationale Standards. Zudem basiert das Überwachungssystem auf dem dänischen Wertpapierhandelsgesetz (WpHG).

### Finanz- und Risikomanagement
Die Risiken in den Zahlungs- und Wertpapierabrechnungssystemen werden mit Oversight systembezogen überwacht. Das primäre Ziel besteht darin, den reibungslosen Betrieb der Systeme durch einen Beitrag zur Stabilität und Effizienz zu fördern. Die Rolle der dänischen Nationalbank umfasst die Überwachung dieser Zahlungs- und Wertpapierabrechnungssysteme mittels Oversight auf international anerkannte Standards und Empfehlungen. Dabei spielen Aspekte wie Verbraucherschutz und Wettbewerb keine Rolle. Darüber hinaus sorgt die dänische Nationalbank auch für die Erfüllung der internationalen Anforderungen ihres bankeigenem System KRONOS. Die dänische Nationalbank verwaltet das Risiko der Devisenreserve und der Anleiheportfolios. Dabei muss sie finanzielle Risiken wie Zins- und Wechselkursschwankungen und operationelle Risiken wie das Risiko finanzieller Verluste berücksichtigen. Das finanzielle Risikomanagement unterliegt formalisierten Entscheidungsprozessen. Dies soll eine klare Aufteilung der Verantwortung sicherstellen. Das Risikomanagement und Portfolio-Management soll dabei im Einklang mit den geltenden internationalen Leitlinien des Internationalen Währungsfonds stehen. Das operationelle Risikomanagement umfasst Analysen verschiedener Risikoszenarien, die laufende Verwaltung der Berichterstattung über potenzielle Bedrohungen und Zwischenfälle sowie Bewertungen über die Einhaltung der Anforderungen des Modells innerhalb des Unternehmens.

### Internationale Kooperationen
Die dänische Nationalbank ist Teil des Europäischen Systems der Zentralbanken (ESZB). Die ESZB umfasst die Europäische Zentralbank (EZB) und die Zentralbanken der 27 EU-Mitgliedsstaaten. Acht EU-Mitgliedstaaten (Bulgarien, die Tschechische Republik, Dänemark, Kroatien, Ungarn, Polen, Rumänien, Schweden) haben den Euro noch nicht eingeführt. Mit Ausnahme von Dänemark sind die anderen Mitgliedstaaten verpflichtet, den Euro im Laufe der Zeit einzuführen. Die Zentralbanken der acht EU-Mitgliedsstaaten, die nicht den Euro eingeführt haben, sind nur im Allgemeinen Rat tätig. Der Allgemeine Rat bespricht die wirtschaftliche Situation und überwacht den Wechselkursmechanismus II. Dänemark ist außerdem in verschiedenen EZB-Komitees tätig. Der Internationale Währungsfonds (IWF) hat das Ziel den Handel und das Wirtschaftswachstum zu fördern. Die dänische Nationalbank und das Wirtschaftsministerium arbeiten mit dem IWF zusammen. Der Nationalbankpräsident repräsentiert Dänemark in der obersten Entscheidungsebene des IWF, dem Vorstand.

### Schuldenmanagement
Die dänische Nationalbank und das Finanzministerium sind gemeinsam verantwortlich für die Verwaltung der Staatsschulden. Die Nationalbank übernimmt die administrativen Aufgaben. Das Finanzministerium ist für die Kreditaufnahme und das Schuldenmanagement, einschließlich der Beziehungen zum nationalen Parlament zuständig. Die Gesamtstrategie für die Kreditaufnahme und das Schuldenmanagement wird in vierteljährlichen Sitzungen zwischen dem Finanzministerium und der Nationalbank bestimmt. Die Nationalbank übernimmt die laufende Kreditaufnahme und die Verwaltung der Schulden im Einklang mit der festgelegten Strategie. Die Kreditaufnahme erfolgt durch Ausgabe von Staatsanleihen an der Börse Kopenhagen und durch die Aufnahme von Anleihen im Ausland.

## Gebäude

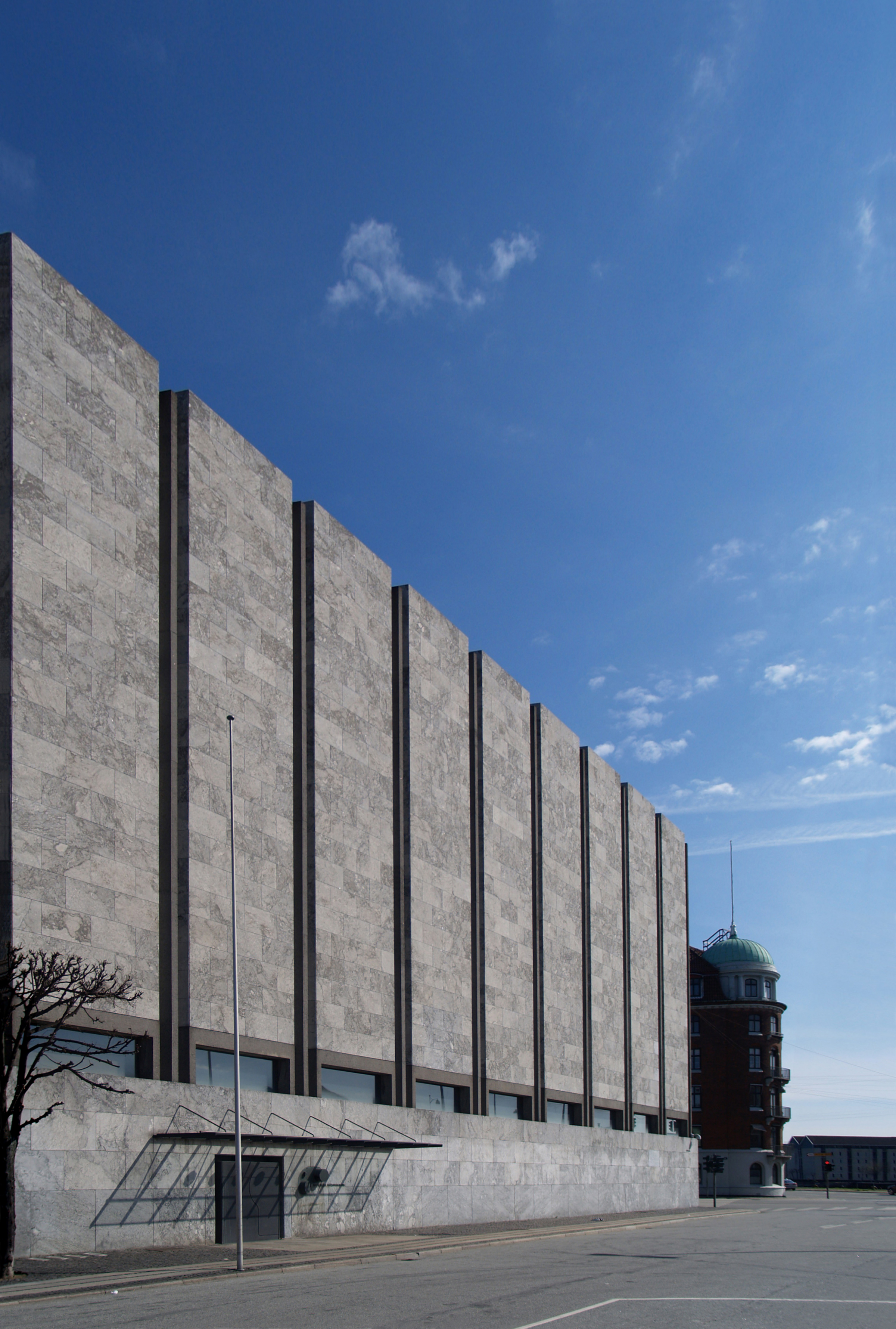
Der Haupteingang der Bank an der Stirnseite am Kanal

Das Gebäude wurde 1965 von Arne Jacobsen entworfen. Die Bauarbeiten wurde nach seinem Tod (1971) von Dissing + Weitling übernommen und 1978 beendet. Die Bauphase begann mit der Errichtung der Gelddruckerei im Untergeschoss des Gebäudes. Die Architektur des Gebäudes folgt der Formensprache des Funktionalismus ohne Schnörkeln und Verzierungen, wie ihn Jacobsen zum Ende seiner Schaffenszeit international zeigte. Die Fassadengestaltung mit grauen Marmorplatten und schwarzen Fassadenelementen fand auch beim Mainzer Rathaus Verwendung, das er 1966 entwarf.
Das aktuelle Hauptgebäude liegt in der Kopenhagener Innenstadt auf einem Grundstück zwischen den Straßen Niels Juels Gade, Holbergsgade und Bremerholm. Südlich wird das Grundstück durch den Holmens Kanal begrenzt. Die Holmens Kirke liegt auf dem westlichen Nachbargrundstück. Neben dem Hauptsitz in Kopenhagen hatte die Nationalbank mehrere Zweigstellen. 1837 eröffnete die erste Dependance in Aarhus. Weitere Zweigstellen waren in Ålborg, Nykøbing Falster, Odense, Kolding und in Flensburg, das nach dem Deutsch-Dänischen Krieg 1864 zu Deutschland kam. Alle wurden zwischen 1939 und 1989 wieder geschlossen. Ab 1870 residierte die Nationalbank in einem von Johan Daniel Herholdt am Holmens Kanal von 1865 bis 1870 errichteten Bauwerk im damals weit verbreiteten Renaissancestil.